# Cylindropuntia thurberi subsp. versicolor
Cylindropuntia thurberi subsp. versicolor ist eine Unterart der Pflanzenart Cylindropuntia thurberi aus der Gattung Cylindropuntia in der Familie der Kakteengewächse (Cactaceae). Das Epitheton leitet sich vom lateinischen Wort versicolor  für ‚bunt‘ ab und verweist auf die verschieden gefärbten Dornen. Spanische Trivialnamen sind „Staghorn Cholla“ und „Morada Cholla“.

## Beschreibung
Cylindropuntia thurberi subsp. versicolor wächst baumförmig oder strauchig, ist offen spitzwinklig verzweigend und erreicht Wuchshöhen von bis zu 2 Meter. Auf den grünlich purpurfarbenen bis purpurfarbenen, 4 bis 18 Zentimeter langen und 1 bis 2 Zentimeter im Durchmesser messenden Triebabschnitten befinden sich vorstehende verlängerte Höcker. Die gerundeten, lohfarben bis braun bewollten Areolen vergrauen im Alter und tragen bis zu 1 Millimeter lange dunkelgelbe Glochiden. Die sechs bis acht etwas ineinandergreifenden Dornen sind an allen Areolen vorhanden. Sie sind kurz, golden und etwas borstenartig. Die oberen Dornen sind aufrecht bis ausgebreitet, rötlich braun und 0,6 bis 1,1 Zentimeter lang. Die zurückgebogenen und etwas abgeflachte basalen Dornen sind weißlich bis rötlich braun und erreichen eine Länge von 1 bis 1,8 Zentimeter. Die Dornenscheiden sind gelb bis bräunlich.
Die Blüten sind gelblich grün, gelb, bronzefarben, rot, rosafarben oder magentafarben. Die verkehrt eiförmigen, gelblich grünen, häufig rot oder purpurfarben überhauchten Früchte sind lederig-fleischig und oft proliferierend. Sie sind 2,5 bis 4 Zentimeter lang und weisen Durchmesser von 1 bis 2 Zentimeter auf.

## Verbreitung, Systematik und Gefährdung
Cylindropuntia thurberi subsp. versicolor ist in den Vereinigten Staaten im Bundesstaat Arizona sowie im mexikanischen Bundesstaat Sonora in der Sonora-Wüste in Höhenlagen von 300 bis 1300 Metern verbreitet
Die Erstbeschreibung als Opuntia versicolor von John Merle Coulter wurde 1896 veröffentlicht. Marc A. Baker stellten die Art 2019 als Unterart zur Art Cylindropuntia imbricata. Weitere nomenklatorische Synonyme sind Opuntia arborescens var. versicolor (Engelm. ex J.M.Coult.) Dams (1904), Cylindropuntia versicolor (Engelm. ex J.M.Coult.) F.M.Knuth (1936) und Opuntia thurberi subsp. versicolor (Engelm. ex J.M.Coult.) Felger (1970).
In der Roten Liste gefährdeter Arten der IUCN wird die Art als „Least Concern (LC)“, d. h. als nicht gefährdet geführt. Die Gesamtpopulation ist sehr zerstreut verbreitet, lokal tritt die Art aber sehr häufig auf, so dass die Entwicklung der Populationen als stabil angesehen wird.

## Nachweise